# イサベル・デ・アラゴン・イ・シシリア
イサベル・デ・アラゴン・イ・シシリア（西：Isabel de Aragón y Sicilia, 1271年1月4日 - 1336年7月4日）は、アラゴン王ペドロ3世と王妃コンスタンサ・デ・シシリアの娘で、ポルトガル王ディニス1世の妃。ポルトガル語名はイザベル (Isabel de Aragão)、カタルーニャ語名はエリサベ（Elisabet d'Aragó）。1235年に列聖された大伯母のハンガリー王女エルジェーベト同様、カトリック教会で聖人とされており、ポルトガルの聖イザベル王妃として、ポルトガルでは知られている。日本のカトリック教会では聖エリザベト（ポルトガル）皇后と表記される。

## 生涯
イザベルは幼い頃から敬虔なカトリック教徒であった。少女時代から貧者や病人への奉仕を日々の信仰の日課としており、ディニス王と結婚後も変わらなかった。彼女の周りには人々が集まるようになり、人望を集める彼女への妬みも生じた。ディニスとイザベルの間には、コンスタンサ（カスティーリャ王フェルナンド4世妃）とアフォンソの2子が生まれた。王子アフォンソは、父王が庶子である異母弟に王位を譲ろうとしていると邪推し、1323年に父に対し反乱を起こした。しかし、イサベルの仲裁で父子は和解した。
1325年にディニスが死ぬと、アフォンソが王位に就いた。イザベルは、自らがコインブラに寄進したフランシスコ会派の貧者クラレス修道院へ引退した。残りの人生を、弱者たちへの奉仕で送ろうと考えたのである。しかし彼女は再度仲裁者として矢面に立たねばならなかった。1336年にアフォンソ4世が、娘マリアが夫アルフォンソ11世により虐待されているとして出兵したのである。老齢で体力が弱っていたにもかかわらず、2人の王が対峙するエストレモスへ王太后は急ぎ向かった。彼女は争いをやめさせ、和平を結ばせた。和平から間もなくイザベルは体調を崩し、エストレモスで熱病により死去。コインブラの修道院に葬られた。
1612年、遺体が腐敗していないことが確認され、1625年5月25日にローマ教皇ウルバヌス8世により列聖された。